# Anton von Werner
Anton Alexander von Werner (Fráncfort del Óder, Alemania, 9 de mayo de 1843 - Berlín, 4 de enero de 1915) fue un pintor alemán, especialista en obras con tema histórico. Uno de los pintores más famosos de su tiempo, es considerado un protagonista principal del Período Guillerminista.

## Biografía
Anton von Werner empezó su carrera en 1857 de aprendiz, antes de matricularse en la Academia de las Artes de Prusia. En 1862 se cambió a la Academia de Arte de Karlsruhe para continuar su formación. 
Con 27 años tomó parte en una misión oficial como pintor en la Guerra franco-prusiana de 1870/71. Al volver de la guerra se estableció en Berlín, donde vivió en el número 31 de la Lützowstraße como pintor autónomo. En ese mismo año se casó con Malwine Shroedter, una hija de su profesor, el pintor Adolph Schroedter. Siguió trabajando en los bocetos que había tomado en la guerra durante los años posteriores. En 1894 apareció su cuadro Im Etappenquartier vor Paris, que muestra a ulanos alemanes en el castillo requisado de Brunoy. La escena, acogedora y sentimental, obedece al debate sobre la cultura alemana y la civilización francesa.

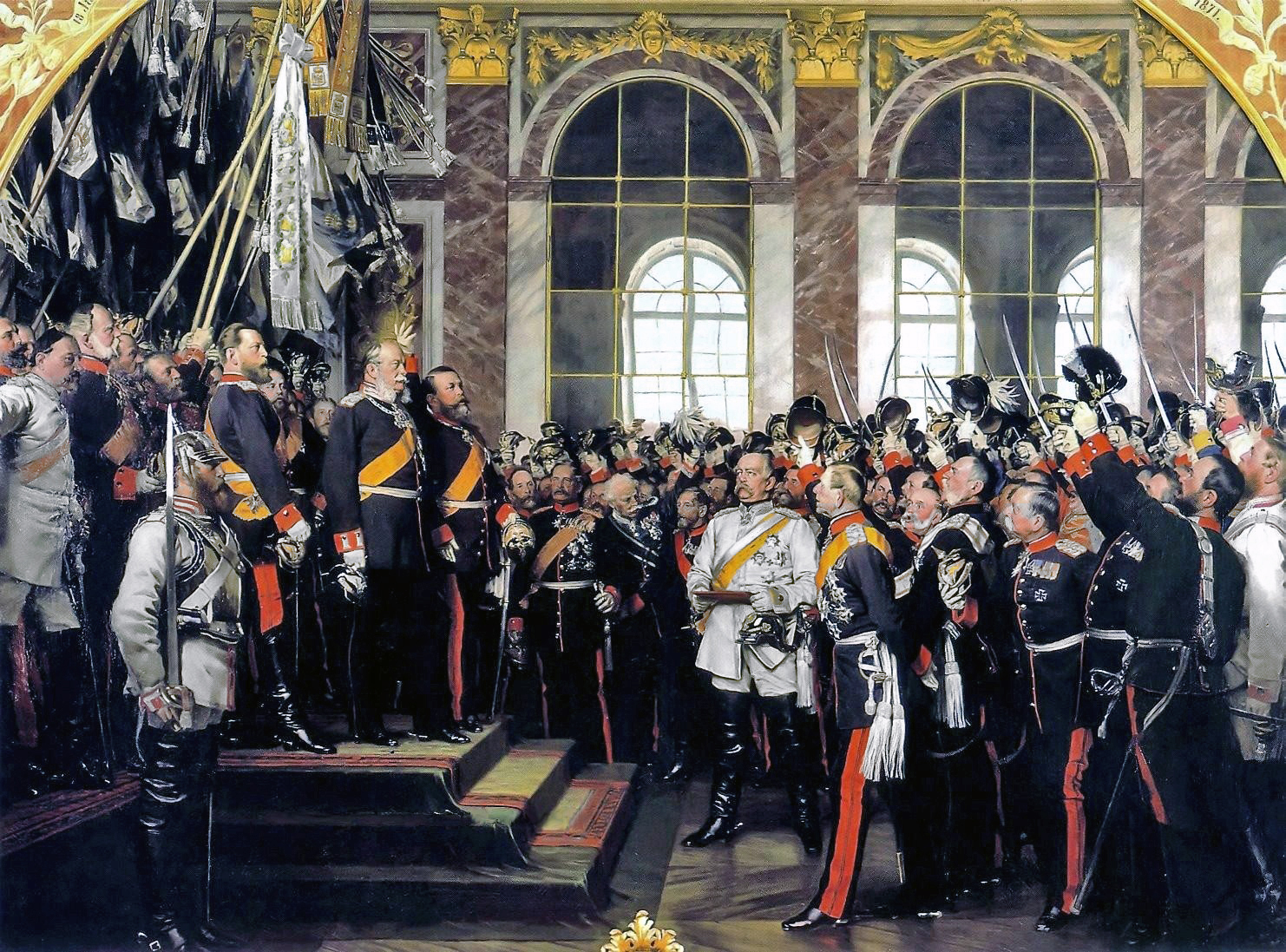
"Die Proklamation des Deutschen Kaiserreiches", 3ª versión, regalado por el Emperador Guillermo I de Alemania a Otto von Bismarck por su septuagésimo aniversario (1885).

Von Werner se mudó en 1874 a la Villa VI del 113 de Postdamer Straße (hoy en día tiene el número 81A), lo que muestra que llevaba un alto estilo de vida por aquel tiempo. El punto culminante de su carrera fue seguramente su nombramiento en 1875 como director de la Escuela Real de Arte. El mismo año se anuncia la apertura de un estudio en Karlsbad 21. La alta consideración que tenía von Werner en los círculos artístios del Berlín de la época queda de manifiesto con su elección como comisario general de la sección alemana de la Exposición Universal de 1878 y como presidente de la asociación de pintores berlineses en 1895 y 1899/1901. Tenía una gran amistad con Adolph von Menzel.
La tumba de von Werner se encuentra en el Alter Zwölf-Apostel-Kirchhof de Berlin-Schöneberg.

## Trabajos

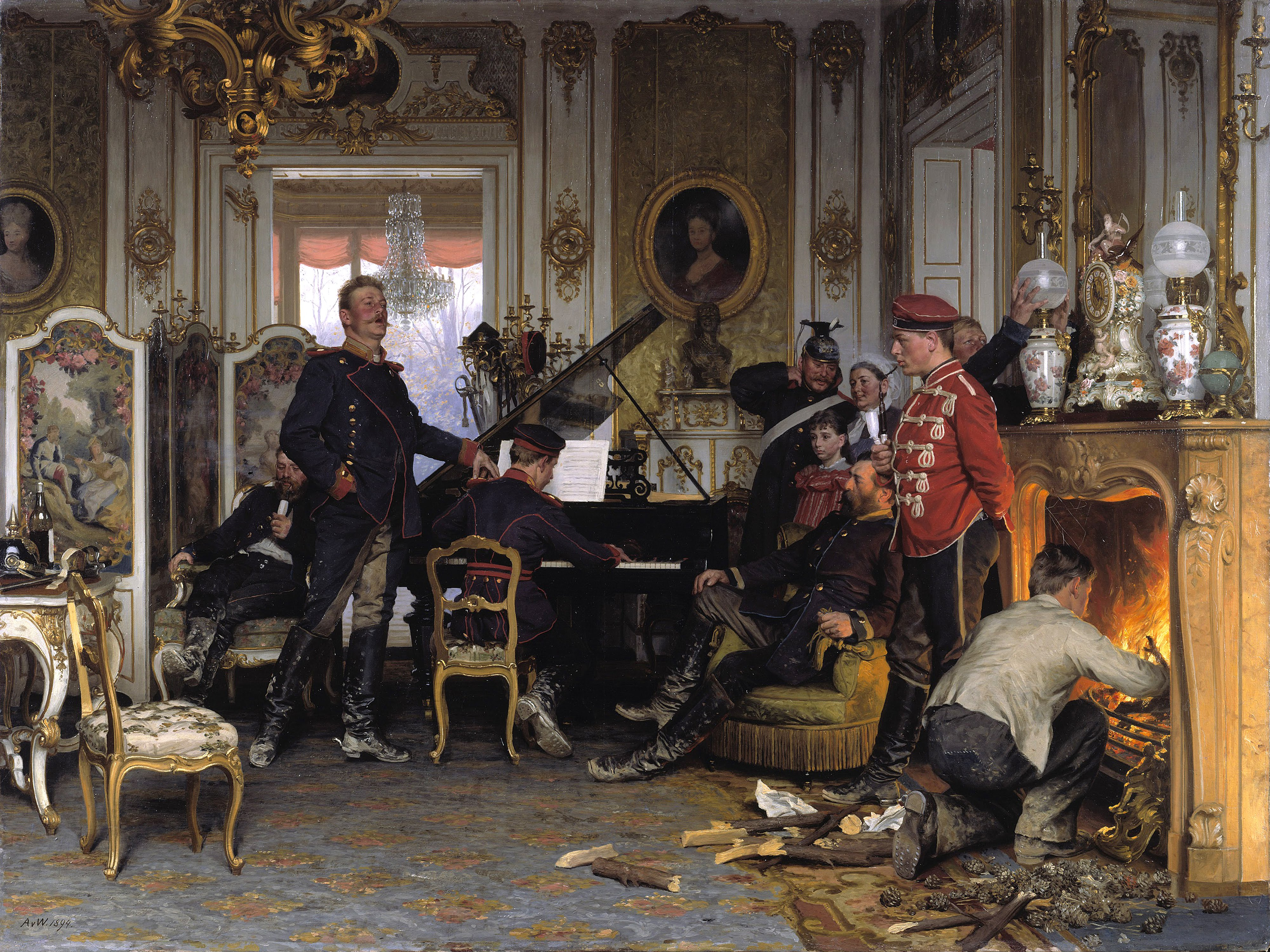
Un billete fuera de París; 1894.

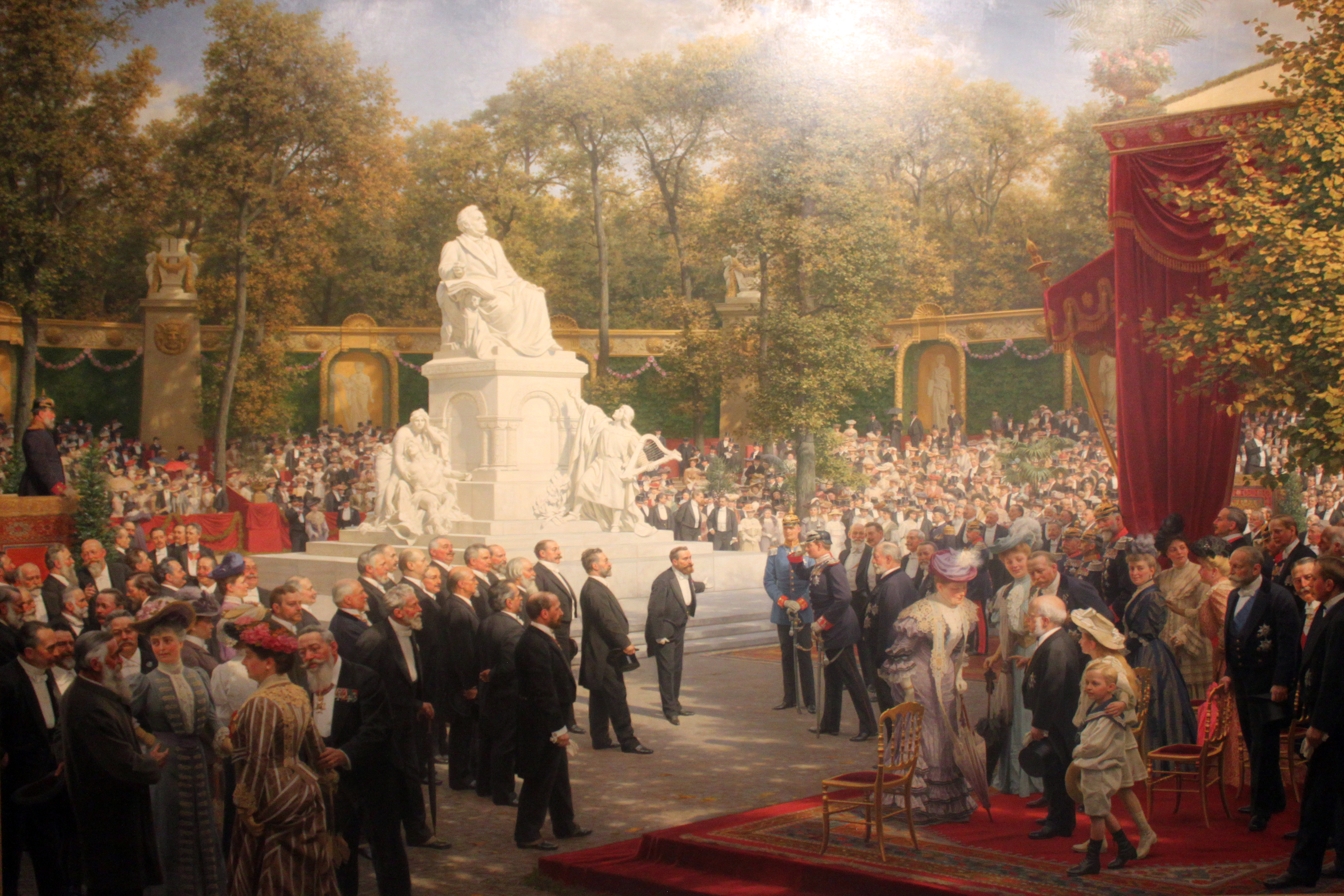
Presentación del Monumento Richard Wagner en el Tiergarten, 1908.

Las obras más importantes de Werner incluyen La Capitulación de Sedan, Proclamación de Versailles, Moltke después de París, Moltke en Versalles, La conversación de Bismarck y Napoleón III, Cristo y el dinero del tributo, Guillermo I visitando la Tumba, El Congreso de Berlín , y algunas decoraciones ejecutadas en mosaico para la Columna de la Victoria de Berlín. El trabajo de Werner es principalmente interesante por el valor histórico de sus imágenes de los acontecimientos de la Guerra Franco-Prusiana.
Werner era buen amigo del pintor noruego Hans Gude, a quien conoció en la escuela Karlsruhe, y con quien luego trabajaría en la Academia de las Artes de Berlín.  Gude escribió sobre Werner en 1873:

Incluso entonces (Werner) manifestó un talento versátil y rico, además de una increíble asiduidad y capacidad de trabajo; Era uno de los mejores de nuestro lado. También fue incansable al inventar todo tipo de travesuras para divertirnos los domingos por la tarde cuando todo el grupo se reunía.

## Obras

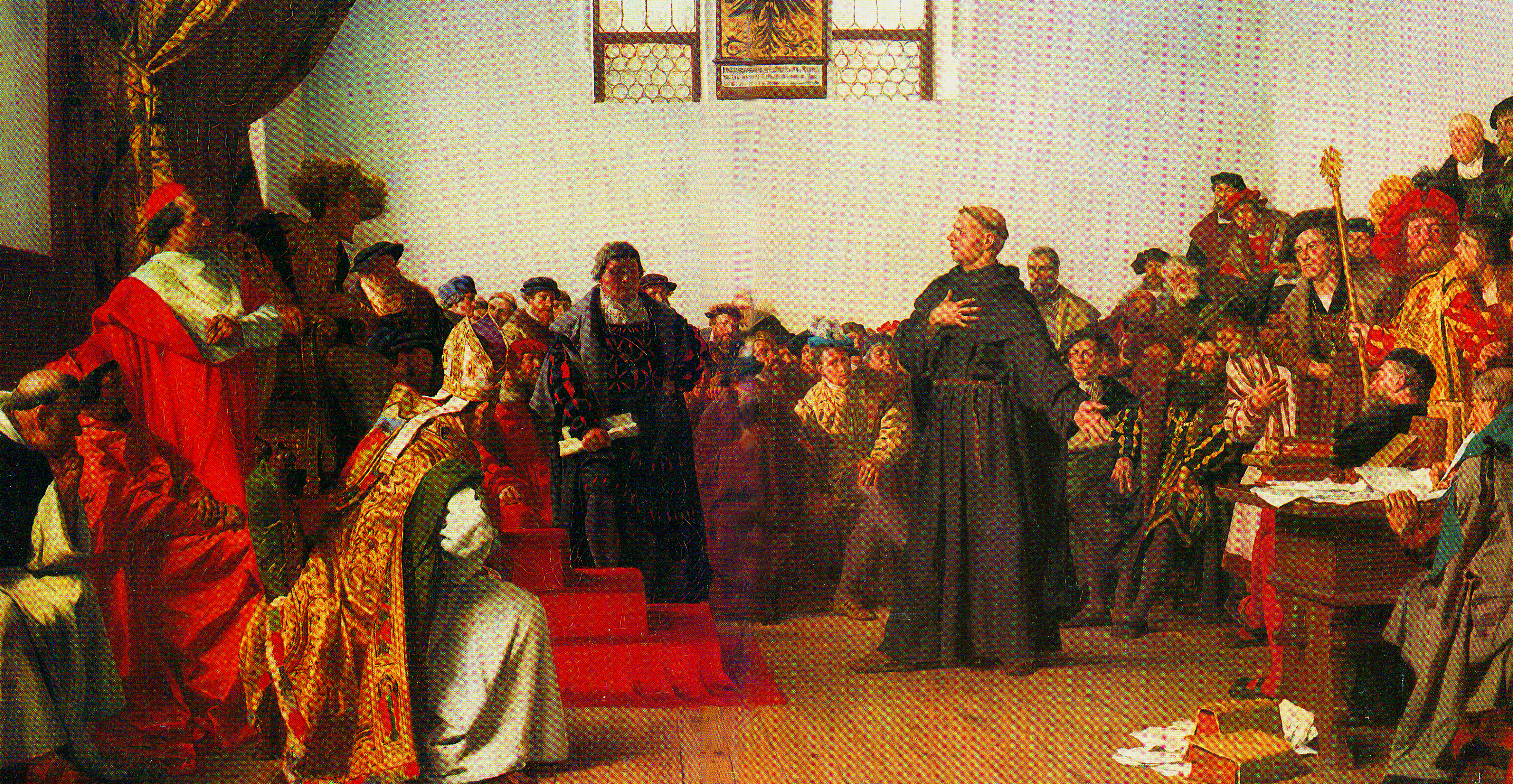
Martin Lutero ante la Dieta de Worms, 1877.

- Kinderkopf im Profil (Cabeza de Niño en Perfil), 1864
- Kauernder Jüngling (Niño agazapado), 1867
- Allegorie auf die Entstehung der deutschen Einheit (Alegoría de la emergencia de la unidad alemana), 1872
- Husar und älterer Offizier (Húsar y un oficial mayor), 1873
- Die Proklamation des Deutschen Kaiserreiches (La Proclamación del Imperio alemán), 1887. Destruida en la Segunda Guerra Mundial; otra versión fue pintada en 1885
- Taufe in meinem Hause (Bautismo en mi casa), 1879
- Panorama Sedan, 1883
- Kaiserin Gigi (Emperatriz Gigi), 1886
- Federico III contemplando el cadáver del general francés Abel Douay, 1888
- Hombre con billete, aceite en madera, colección privada, 1883

Hombre con periódico, 1893, óleo sobre panel, 26 cm x 33 cm, realismo, era guillerminiana, colección privada.